# Anchoviella perfasciata
Anchoviella perfasciata är en fiskart som först beskrevs av Poey, 1860.  Anchoviella perfasciata ingår i släktet Anchoviella och familjen Engraulidae. Inga underarter finns listade i Catalogue of Life.